# Hyrum Smith

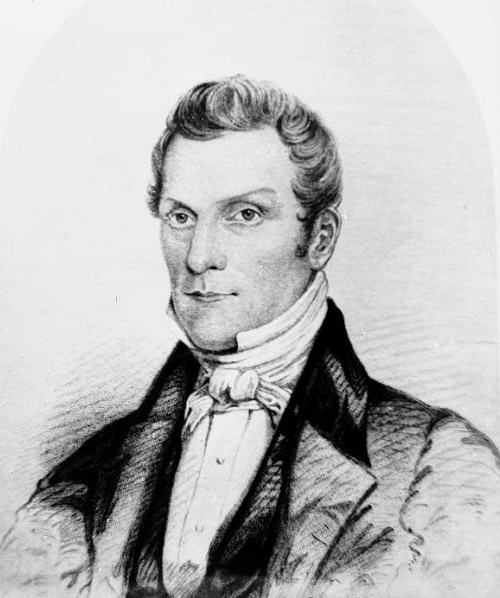
Hyrum Smith

Hyrum Smith (* 9. Februar 1800 in Tunbridge, Vermont; † 27. Juni 1844 in Carthage, Illinois) war ein amerikanischer Kirchenführer in der Kirche Christi. Er war der ältere Bruder des Gründers des Mormonentums, Joseph Smith. Er wurde zusammen mit seinem Bruder ermordet, als sie beide auf eine Gerichtsverhandlung warteten.

## Frühes Leben
Hyrum wurde in Tunbridge geboren. Er war der zweite Sohn von Joseph Smith, Sr. und Lucy Mack Smith. Smith wurde nur unzureichend ausgebildet und wurde deshalb Bauer. Er war am Dartmouth College in seinen Jugendjahren. Dies war einer der Gründe, weshalb Dr. Nathan Smith das Bein seines Bruders Joseph behandelte.

## Kirchendienst
Während der Übersetzung des Buches Mormon und der Etablierung der Kirche Christi war Smith ein enger Berater und Vertrauter seines Bruders Joseph. Im Juni 1829 wurde Smith im Seneca Lake getauft. Er war einer der Acht Zeugen, die die Goldplatten sahen und berührten. Er sah sogar den Engel Moroni einmal. Als die Kirche Christi organisiert wurde, am 6. April 1830, unterzeichnete Hyrum Smith deren Gründungscharta zusammen mit fünf anderen Männern. Mit dem Alter von dreißig, war Hyrum der älteste der sechs Männer. Smith wurde Zweigpräsident in Colesville und war einer der ersten Missionare in der Gegend.
Als die Kirche und deren Mitglieder nach Westen zogen, zog auch Smith mit seiner Familie um. Im Jahre 1831 baute er ein Haus in Kirtland. Während seiner Zeit dort, arbeitete er im Steinbruch, um den Bau des Kirtland-Tempel mit Steinen zu versorgen. Zwischen den Jahren 1831 und 1833 diente er als Missionar in Missouri und Ohio. Im Jahre 1834 rekrutierte er im Namen seines Bruders Mitglieder für eine militaristische Einheit. Mit dieser versuchten sie, den Mormonen in Missouri zu helfen. Er wurde auserwählt, um in der Ersten Präsidentschaft als zweiter Ratgeber zu dienen, im Jahre 1837. In den Jahren 1838–39 teilten er und sein Bruder zusammen mit drei anderen Kirchenführern eine Gefängniszelle. Sie warteten auf ein Gerichtsverfahren.
Nachdem sie nach Nauvoo umzogen, wurde Hyrum der Oberste Patriarch. Eine Position die erst sein Vater Joseph Smith, Sr. innehatte. Er ersetzte auch Oliver Cowdery, als Assistierender Präsident der Kirche. Mit dieser Berufung war Smith der Vertreter seines Bruders in der Kirche, sollte dieser verhindert sein oder umkommen. Er bekam diese Position, obwohl er nicht mit dem Priesteramt des Apostels ordiniert war, in der Kirche.
Als sie in Gefahr waren, rief sein Bruder Joseph ihn auf, nach Cincinnati zu fliehen. Smith weigerte sich. Er ging mit seinem Bruder ins Gefängnis nach Carthage (Illinois). Dort erwartet sie ein Gerichtsverfahren wegen Aufstands und Verrat. Am 27. Juni 1844 wurde das Gefängnis von einem Mob von ungefähr 260 Mann angegriffen. Als die Brüder versuchten, sich zu verbarrikadieren, wurden beide erschossen.
Wegen seiner Position als Assistierender Präsident der Kirche, hätte Hyrum seinen Bruder ersetzt, wenn er ihn überlebt hätte.

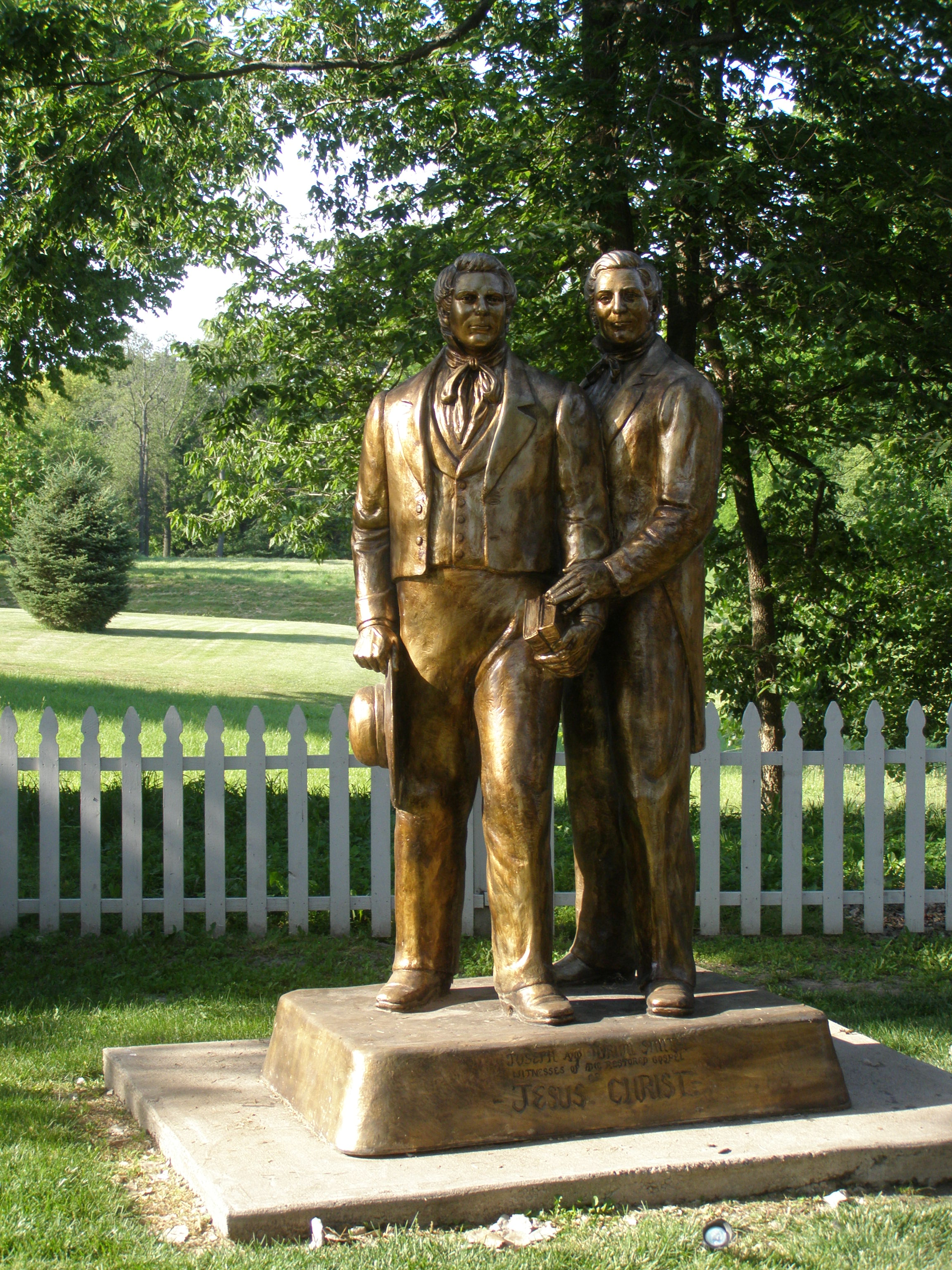
Statue von Joseph und Hyrum Smith in Nauvoo, Illinois

## Frauen und Kinder
Am 2. November 1826 heiratete er Jerusha Barden (1805–1837). Sie hatten zusammen sechs Kinder.
- Lovina Smith (16. September 1827 – 8. Oktober 1876), welche Lorin Walker heiratete[6]
- Mary Smith (27. Juni 1829 – 29. Mai 1832)
- John Smith (22. September 1832 – 6. November 1911)
- Hyrum Smith (27. April 1834 – 21. September 1841)
- Jerusha Smith (13. Januar 1836 – 27. Juni 1912)
- Sarah Smith (2. Oktober 1837 – 6. November 1876), welche Charles Emerson Griffin heiratete[7]

Am 24. Dezember 1837 heiratete er Mary Fielding Smith (1801–1852). Sie hatten zwei Kinder.
- Joseph F. Smith (13. November 1838 – 19. November 1918)
- Martha Ann Smith  (14. Mai 1841 – 19. Oktober 1923)

Im August 1843 heiratete er die zwei Frauen: Mercy Fielding Thompson und Catherine Phillips.

## Nachkommen
Die Nachkommen von Hyrum spielten eine wichtige Rolle in der Kirche Jesu Christi der Heiligen der Letzten Tage. Sein Sohn Joseph F. Smith war Präsident der Kirche von 1901 bis 1918. Sein Enkel Joseph Fielding Smith war Präsident von 1970 bis 1972. M. Russell Ballard, Apostel von 1985 bis 2023, war auch ein direkter Nachfahre von Smith. Seine Nachfahren hatten auch den Titel Oberster Patriarch inne. Diesen behielten sie bis zum Jahre 1978, als dieser Titel in der HLT-Kirche abgeschafft wurde. Im Jahre 1918 errichteten die Nachfahren von Smith ein Denkmal für ihn, am Friedhof von Salt Lake City.